# Simulium annulum
Simulium annulum (o Simulium annulus) es una especie de insecto del género Simulium, familia Simuliidae, orden Diptera. Fue descrita por Lundstrom en 1911.
Se alimentan de sangre de gavias y también de grullas (Grus americana), pueden ser una seria plaga.